# تشرم خوران السفلي (عباس الغربي)
تشرم خوران السفلی (بالفارسية: چرم‌خوران سفلی) هي منطقة سكنية تقع في إيران في قسم عباس الغربي الريفي. يقدر عدد سكانها بـ 416 نسمة .